# Rapsodia Rustică (film)
Rapsodia Rustică este un film românesc din 1945 regizat de Jean Mihail. A fost prezentat la Festivalul Internațional de Film de la Cannes din 1946.